# Cape of Storms
Cape of Storms ist ein Jazzalbum von Dennis González. Die am 9., 10. und 13. Februar 2010 in Dallas und New Orleans entstandenen Aufnahmen erschienen 2010 auf Ayler Records.

## Hintergrund
Zwanzig Jahre nachdem sich ihre Wege das letzte Mal gekreuzt hatten, kamen der Trompeter Dennis González und der Schlagzeuger und Perkussionist Louis Moholo im Februar 2010 zusammen, um gemeinsam aufzunehmen; dies geschah in Dallas und New Orleans, am Rande einer Reihe von Konzerten und Workshops, die der südafrikanische Schlagzeuger in den USA veranstaltet hatte. Der Titel der CD, eine explizite Hommage an Moholos Heimatland, spielt auf den Namen an, den der Seefahrer Bartolomeu Dias dem heutigen Kap der Guten Hoffnung gegeben hat, der im Mai 1488 inmitten eines Sturms als erster Europäer dorthin gelangt war. Moholo und Dennis González wurden von den beiden Söhnen des Trompeters begleitet, Aaron González (Bass) und Stefan González (am Vibraphon, Balafon, Congas und diversen Perkussionsinstrumenten), mit denen er ansonsten in der Familienband Yells at Eels arbeitete. Gastmusiker in einigen Stücken war der Saxophonist Tim Green.

## Titelliste
- Dennis González: Cape of Storms (Ayler Records aylCD-117)[2]

1. Document for Walt Dickerson 7:25
2. Interlude: A Desert Hidden in the Waves 5:19
3. Tag 6:48
4. Interlude: Gecka 4:31
5. Cape Of Storms I 6:01
6. Interlude: Internal Dialogue, Eternal Pulse 5:35
7. Tranquilidad Alborotadora I 6:39
8. Cape Of Storms II 12:01
9. Tranquilidad Alborotadora II 8:03
10. Snakehandler 8:03

Die Kompositionen stammen von Dennis González.

## Rezeption
Nach Ansicht der italienischen Redaktion von All About Jazz lasse sich aus dem ersten Track „Document for Walt Dickerson“ verstehen, wie die Musiker an diesen drei Abenden gemeinsam gespielt haben. Das Stück beginnt mit einem Ostinato auf der Trompete, das sofort vom Vibraphon kontrapunktiert und kurz darauf vom Kontrabass synchronisiert werde. Es sei der südafrikanische Schlagzeuger, der das musikalische Geschehen steuere, mit diesem durchdringenden Touch, extrem beweglich, aber außerordentlich reich an Details und Klangfarben. Die Verständigung mit Aaron González sei das Rückgrat der Band. Dies werde in „Snakehandler“ bestätigt, das mit einem freudigen Thema verziert sei, das von der pfeilschnellen Trompete von Dennis González deklamiert werde, einem herrlich nüchternen Improvisator, mit einer präzisen und kristallklaren Aussprache (etwa in seinem Solo in „Interlude: Gecka“, mit ein bisschen Ted Curson und ein bisschen Bobby Bradford). Kurz gesagt, resümieren die Autoren, es gebe hier viel Spaß, und „etwas zum Aufwärmen am offenen Feuer einer Musik, die mit großzügiger Aufrichtigkeit dargeboten wird.“